# Кирил Клисурски
Кирил Василев Клисурски е български политик от БЗНС, герой на социалистическия труд на България.

## Биография
Роден е на 30 март 1906 г. в пазарджишкото село Съртхарман. Кирил Клисурски завършва средното си образование в търговско училище. От 1922 година е член на ЗМС, а от 1932 година и на БЗНС. От 1928 е член на УС на Младежкия земеделски съюз „Врабча 1“. От 1930 е член на ПП на БЗНС и редактор на в. „Младежко знаме“. В периода 1941 – 1944 година работи като журналист и е ятак на партизаните в Родопите. От 1944 до 1946 е помощник на областния управител на Пловдив. Между 1947 и 1958 е подпредседател на Президиума на Народното събрание. В периода 1948 – 1950 е министър на мините и подземните богатства. Член е на постоянното присъствие на БЗНС и в известен период от време организационен секретар на партията. През 1958 година става член на Бюрото на Националния съвет на ОФ и на Президиума на НС на ОФ.